# Kutari
Kutari, također nazvana Cutari Rivier, Kutari Creek ili Cutari Creek, mala je rijeka na jugoistočnoj granici Gvajane i jugozapadne regije Surinama. Rijeka se nalazi unutar spornog područja Tigri u krajnjoj jugoistočnoj regiji Surinama.
Rijeka izvire u gorju Acarai koje graniče s Brazilom. Zajedno s rijekom Sipaliwini, Kutari se ulijeva u rijeku Coeroeni, 10 km zapadno od sela Kwamalasamutu. Na sjeveru, rijeke Kutari i Coeroenie tvore istočnu granicu područja Tigri.

## Teritorijalni spor
Između rijeka Coeroeni i Koetari nalazi se sporno područje Tigri na koje polažu pravo i Surinam i Gvajana. Prema Gvajani i Ujedinjenom Kraljevstvu, rijeka Kitari je granica; prema Surinamu granica se mora povući na rijeci Nieuwe Rivier.